# Porcellio dalensi
Porcellio dalensi är en kräftdjursart som beskrevs av S. Caruso och Di Maio1990. Porcellio dalensi ingår i släktet Porcellio och familjen Porcellionidae. Inga underarter finns listade i Catalogue of Life.